# Тайрос-8
Тайрос-8 (англ. TIROS 8, Television and InfraRed Observation Satellite — укр. Супутник телевізійного й інфрачервоного спостереження), інші назви Тайрос-Ейч (англ. TIROS-H), Ей-53 (англ. A-53, Applications — укр. Застосування) — американський метеорологічний супутник.
Перший супутник, що міг без наземних команд автоматично передавати зображення (англ. Automatic Picture Transmission (APT)).
Тайрос-8 створювався для випробування вдосконалених можливостей отримання телевізійних зображень хмарного покриву Землі і їхнього використання.
За час роботи апарат передав 102 463 зображення хмарного покриву Землі.

## Опис
Апарат був призмою з вісімнадцятикутною основою з алюмінієвого сплаву і нержавіючої сталі діаметром 107 см, висотою 48 см, масою 130 кг. На зміцнені нижній основі розташовувалась більшість систем. Нагорі розташовувалась антена для прийому наземних команд. У нижній частині діагонально відносно основи розташовувались чотири дипольні антени для передачі телеметрії на частоті 235 МГц. Згори і з боків апарат був вкритий 9200 сонячними елементами розміром 1×2 см, що використовувались для заряджання 21 нікель-кадмієвої батареї. Навколо нижньої основи було змонтовано п'ять діаметрально опозитних пар невеликих твердопаливних двигунів для підтримки швидкості обертання 8-12 обертів на хвилину, що стабілізувало апарат в польоті. Вісь обертання була зорієнтована з точністю 1—2 градуси завдяки використанню магнітного контролю висоти, для чого було використано 250 витків дроту навколо зовнішньої поверхні апарата. Взаємодія між індукцією магнітного поля супутника і магнітного поля Землі створювала необхідний момент сили для орієнтації.
Супутник мав телевізійну камеру автоматичної передачі трьох зображень на одну з п'ятдесяти семи наземних станцій із відповідним приймальним обладнанням і телевізійну камеру з відиконом діаметром 1,27 см з широким (104°) кутом огляду для фіксації зображень хмарного покриву Землі. Зображення в зонах прийому передавались на дві приймальні наземні станції, під час несприятливої погоди і поза станціями дані записувались на бортовий плівковий магнітофон для передачі згодом.
В експерименті автоматичної передачі зображень (англ. Automatic Picture Transmission (APT)) було задіяно 57 наземних приймальних станцій в усьому світі. Зображення передавались методом повільного сканування (чотири лінії за секунду).

## Політ
21 грудня 1963 року о 09:30 UTC ракетою-носієм Тор-Дельта-Бі/Дельта-Бі з космодрому Мис Канаверал відбувся запуск апарата Тайрос-8.
У кінці квітня 1964 року погіршилась робота камери автоматичної передачі зображень і було припинено її використання в експериментальній передачі зображень. Камера працювала понад 90 діб — довше запланованого часу.
12 лютого 1966 року припинила роботу камера з широким кутом огляду, після цього апарат використовувався для отримання інженерних даних.
1 липня 1967 року супутник було відключено.